# Corpse paint

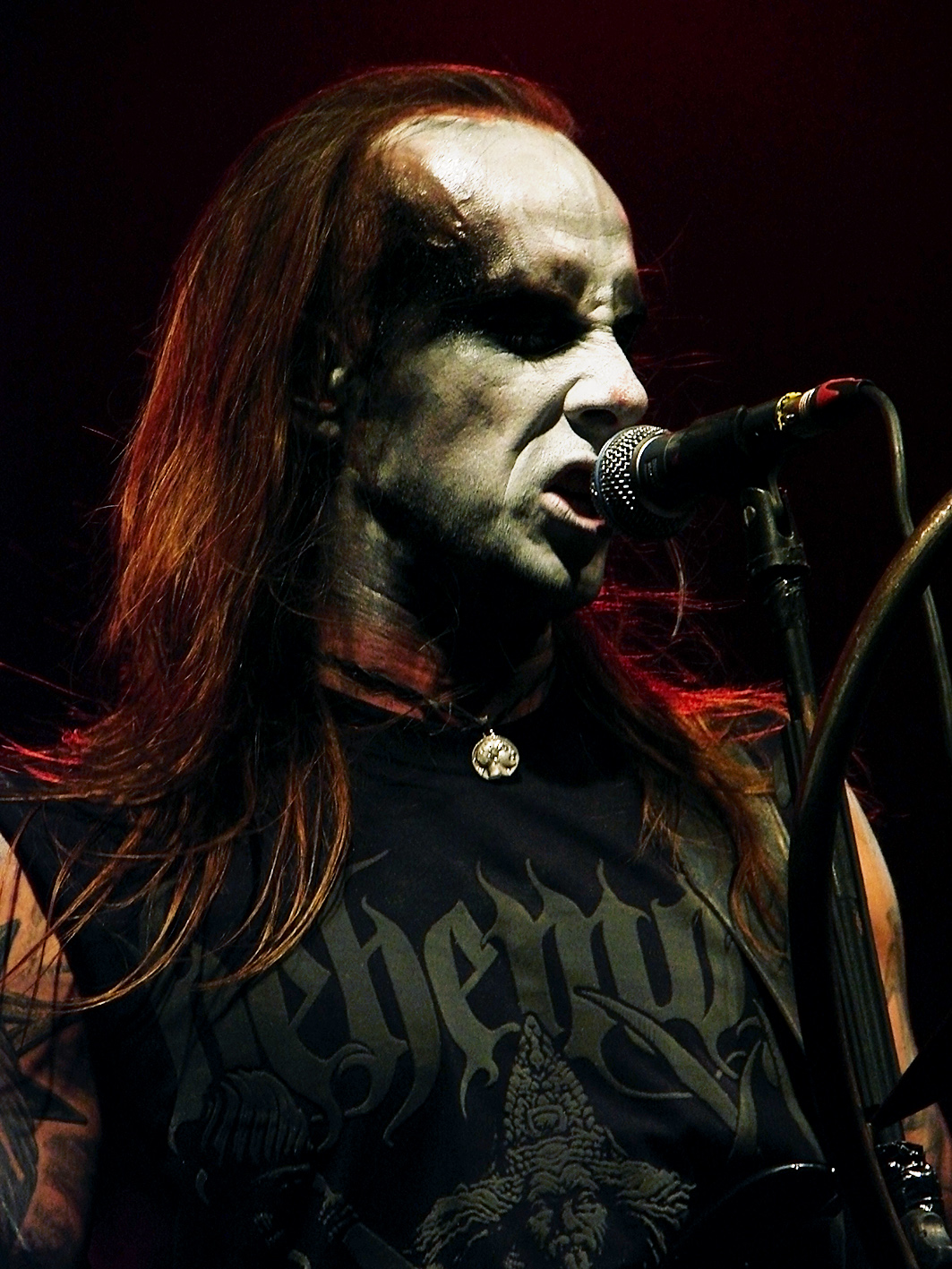
Przykład corpse paint (Adam "Nergal" Darski, lider grupy Behemoth)

Corpse paint (lub corpsepaint) – rodzaj czarno-białego makijażu, szczególnie rozpowszechniony wśród grup muzycznych z gatunku black metal. Makijaż ma potęgować przesłanie jak i wrażenie tajemniczości danego wykonawcy. Stosowany głównie na twarzy, ponadto na ramionach i torsie. Rzadko wykorzystywane są kolory inne niż czarny i biały.
Początki corpse paintu sięgają późnych lat sześćdziesiątych XX wieku kiedy ten rodzaj makijażu stosował brytyjski wokalista Arthur Brown. Spopularyzowany został w latach siedemdziesiątych kiedy to popularność zdobyły zespół Kiss i wokalista Alice Cooper stosujący ten rodzaj makijażu. W latach 80. zjawisko rozpowszechniło się za sprawą takich grup jak Hellhammer czy Mercyful Fate oraz w latach 90. wraz z rozwojem norweskiej sceny muzycznej (grupy Mayhem, Gorgoroth, Satyricon, Limbonic Art, Darkthrone).